# Pop! OS
Pop!_OS é uma distribuição Linux livre de código aberto, baseada no Ubuntu, e conta com um desktop GNOME personalizado. A distribuição é desenvolvida pela fabricante estadunidense de computadores Linux, chamada System76. O Pop!_OS foi desenvolvido principalmente para ser fornecido juntamente com os computadores personalizados produzidos pela System76, mas também pode ser baixado e instalado na maioria dos computadores. A arte do sistema (temas, ícones, logos, etc...) tem como base o movimento artístico pop art dos anos 50.
A distro fornece suporte completo para as GPUs AMD e Nvidia. É considerada uma distribuição fácil de configurar para jogos, principalmente devido ao seu suporte de GPU discreta. Além disso, fornece criptografia de disco por padrão, Pop Shell (um organizador de janelas simplificado), bem como perfis de gerenciamento de energia integrados que incluem os modos "Economia de energia", "Balanceado" e "Alta performance". Os lançamentos mais recentes também têm pacotes que permitem fácil configuração para TensorFlow e CUDA.
Pop!_OS é mantido principalmente pela System76, com o código-fonte da versão de lançamento sendo hospedado em um repositório no GitHub. Ao contrário de muitas outras distribuições Linux, não é dirigido pela comunidade, embora programadores externos possam contribuir, visualizar e modificar o código-fonte. Eles também podem construir imagens ISO personalizadas e redistribuí-las com outro nome, cujo procedimento é chamado de fork.

## Recursos
Pop!_OS usa principalmente software livre, com alguns softwares proprietários como drivers para Wi-Fi, GPUs e codecs de mídia. Ele vem com uma ampla variedade de softwares por padrão, incluindo o LibreOffice, Firefox e o Geary. Softwares adicionais podem ser baixados usando o gerenciador de pacotes.
Pop!_OS usa o APT como seu gerenciador de pacotes e inicialmente não suportava Snaps ou Flatpak, porém o suporte ao Flatpak foi adicionado na versão 20.04 LTS. Os pacotes estão disponíveis nos repositórios do Ubuntu, bem como nos próprios repositórios do próprio Pop!_OS.
Conta com um atalho no menu do sistema GNOME que permite alternar entre os diferentes modos de vídeo em laptops com duplas GPUs. Nele existe três modos de exibição: híbrida, discreta e apenas iGPU. Há também um pacote de gerenciamento de energia desenvolvido a partir da distribuição Intel Clear Linux. O Pop!_OS usa o Xorg como gerenciador de exibição, com o Wayland disponível opcionalmente, como o Ubuntu fez. Mas, o Wayland carece de suporte para drivers de dispositivos proprietários, em particular Nvidia, enquanto o Xorg é suportado. Para habilitar o uso de drivers proprietários da Nvidia para melhor desempenho e comutação de GPU, o Pop!_OS utiliza apenas o Xorg até o momento.
Programas habilitados para TensorFlow e CUDA podem ser adicionados instalando pacotes dos repositórios Pop!_OS sem configuração adicional necessária.
Ele fornece uma partição de recuperação que pode ser usada para 'atualizar' o sistema enquanto preserva os arquivos do usuário. Ele pode ser usado apenas se for configurado durante a instalação inicial.
Na versão 21.04, o System76 desenvolveu um novo ambiente de área de trabalho baseado em GNOME chamado COSMIC, um acrônimo para Computer Operating System Main Interface Components. Ele apresenta visualizações separadas para áreas de trabalho e aplicativos e um dock incluído por padrão.

## Instalação
Pop!_OS fornece duas imagens ISO para download: uma com drivers de vídeo AMD e outra com drivers Nvidia. O arquivo ISO apropriado pode ser baixado e gravado em uma unidade flash USB ou DVD usando ferramentas como Etcher ou UNetbootin.
Pop!_OS inicialmente usou um instalador derivado do Ubuntu. Mais tarde, ele mudou para um instalador de software personalizado construído em parceria com o elementary OS chamado Pop!_Shop, que vem pré-instalado com o sistema.

## Histórico de Lançamento

Pop!_OS 18.04 LTS exibindo o desktop e janelas do sistema

### 17.10
Antes de oferecer o Pop!_OS, o System76 vendia todos os seus computadores com o Ubuntu pré-instalado. O desenvolvimento do Pop!_OS foi iniciado em 2017, depois que o Ubuntu decidiu interromper o suporte ao Unity e voltar para o GNOME como seu ambiente de desktop. O primeiro lançamento do Pop!_OS foi 17.10, baseado no Ubuntu 17.10.
Em uma postagem de blog explicando a decisão de criar a nova distribuição, a empresa afirmou que havia a necessidade de uma distribuição que priorizasse o desktop. O primeiro lançamento foi uma versão customizada do Ubuntu GNOME, com diferenças principalmente visuais. Alguns aplicativos padrão diferentes foram fornecidos e algumas configurações foram alteradas. O tema Pop inicial foi um fork do tema Adapta GTK, além de outros projetos upstream. A versão 17.10 também apresentou a loja de software Pop!_Shop, que é um fork da loja de aplicativos do elementary OS.

### 18.04 LTS
Versão 18.04 adicionou perfis de energia ; possibilitou uma fácil troca de GPU, especialmente para notebooks equipados com Nvidia Optimus; Suporte HiDPI; criptografia total do disco e acesso ao repositório Pop!_OS
Em 2018, o revisor Phillip Prado descreveu o Pop!_OS 18.04 como "uma distribuição Linux de aparência bonita". Ele concluiu, "no geral, acho que Pop!_OS é uma distribuição fantástica que a maioria das pessoas poderia realmente desfrutar se abrisse seu fluxo de trabalho para algo com o qual podem ou não estar acostumados. É limpo, rápido e bem desenvolvido. O que eu acho que é exatamente o que o Sistema 76 pretendia aqui. "

### 18.10
A versão 18.10 foi lançada em outubro de 2018. Incluía um novo kernel Linux, mudanças de tema e aplicativos atualizados, junto com melhorias na loja de software Pop!_Shop.

### 19.04
A versão 19.04 foi principalmente uma atualização incremental, correspondendo à mesma versão do Ubuntu. Ele incorporou uma opção de "Modo Slim" para maximizar o espaço da tela, reduzindo a altura dos cabeçalhos das janelas do aplicativo, um novo modo escuro para uso noturno e um novo pacote de ícones.

### 19.10
Além de atualizações incrementais, a versão 19.10 introduziu o Tensorman, uma ferramenta de TensorFlow personalizada, suporte multilíngue e um novo tema baseado no Adwaita.

### 20.04 LTS
Pop!_OS 20.04 LTS foi lançado em 30 de abril de 2020 e é baseado no Ubuntu 20.04 LTS. Ele introduziu o auto-tilling e suporte a diversas áreas de trabalho. Ele também adicionou o suporte de loja de aplicativos Pop!_Shop para Flatpak e introduziu um "modo gráfico híbrido" para laptops, permitindo a operação usando a GPU Intel em economia de energia e, em seguida, fornecendo a alternância para a GPU NVidia para aplicativos que o requeiram. As atualizações de firmware tornaram-se automáticas e as atualizações do sistema operacional podem ser baixadas e posteriormente aplicadas enquanto off-line.

### 20.10
Pop!_OS 20.10 foi lançado em 23 de outubro de 2020 e é baseado no Ubuntu 20.10. Ele introduziu melhorias no gerenciamento de janelas e uma opção de configurar exceções sobre janelas flutuante no modo de auto-tilling. O dimensionamento fracionário também foi introduzido, bem como o suporte de monitor externo para gráficos híbridos.
O revisor da Beta News, Brian Fagioli, elogiou em particular a disponibilidade de escalonamento e empilhamento fracionário e observou "o que a empresa faz com Pop!_OS, essencialmente, é melhorar o Ubuntu com ajustes e alterações para torná-lo ainda mais amigável. Em última análise, Pop!_OS tornou-se muito melhor do que o sistema operacional em que se baseia. "

### 21.04
Pop!_OS 21.04 foi lançado em junho de 2021 e é baseado no Ubuntu 21.04. Introduziu o COSMIC,  uma customização do GNOME, que é um acrônimo de "Computer Operating System Main Interface Components" ou “Componentes de interface principal do sistema operacional do computador”.

### 21.10
Pop!_OS 21.10 foi lançado em dezembro de 2021 e é baseado no Ubuntu 21.10. Introduziu suporte a Raspberry Pi com a edição "Pop_PI", um novo menu de aplicativos para o COSMIC, atualizações de aplicativos do GNOME para a versão 40, em drivers da NVIDIA e para o kernel Linux 5.15.5.

### 22.04 LTS
Pop!_OS 22.04 LTS foi lançado em abril de 2022 e é baseado no Ubuntu 22.04 LTS.

### 22.10
A versão 22.10 estava prevista para ser lançada em outubro de 2022, juntamente com a versão 22.10 do Ubuntu. No entanto, o lançamento foi cancelado para que a equipe de desenvolvimento pudesse concentrar seus esforços na criação da interface COSMIC, que ainda não foi concluída.

## Tabela de lançamento
Pop!_OS é baseado no Ubuntu e seu ciclo de lançamento é o mesmo do Ubuntu, com novos lançamentos a cada seis meses em abril e outubro. As versões do suporte de longo prazo são feitas a cada dois anos, em abril dos anos pares. Cada lançamento não-LTS é suportado por três meses após o lançamento da próxima versão, semelhante ao Ubuntu. O suporte para versões LTS é fornecido até o próximo lançamento LTS. É consideravelmente mais curto do que o Ubuntu, que fornece suporte de 5 anos para versões LTS.
| Versão | Data de lançamento | Suportado até | Base             |
| --- | ------------------ | ------------- | ---------------- |
| 17.10 | 27/10/2017         | n/a           | Ubuntu 17.10     |
| 18.04 LTS | 30/04/2018         | 30/04/2020    | Ubuntu 18.04 LTS |
| 18.10 | 19/10/2018         | 07/2019       | Ubuntu 18.10     |
| 19.04 | 02/04/2019         | 01/2020       | Ubuntu 19.04     |
| 19.10 | 19/10/2019         | 07/2020       | Ubuntu 19.10     |
| 20.04 LTS | 30/04/2020         | 25/04/2022    | Ubuntu 20.04 LTS |
| 20.10 | 23/10/2020         | 07/2021       | Ubuntu 20.10     |
| 21.04 | 29/06/2021         | 22/01/2022    | Ubuntu 21.04     |
| 21.10 | 14/12/2021         | 07/2022       | Ubuntu 21.10     |
| 22.04 LTS | 25/04/2022         | -             | Ubuntu 22.04 LTS |
| 24.04 LTS | 2024               | -             | Ubuntu 24.04 LTS |
| Legenda:Versão antigaVersão mais antiga, ainda mantidaVersão mais recenteVersão de prévia mais recenteLançamento futuro |                    |               |                  |